# Oratorio della Beata Vergine di Pompei (Rovigo)
L'oratorio della Beata Vergine di Pompei, comunemente chiamato dalla popolazione locale Chiesetta delle fosse, è un piccolo edificio religioso e luogo di culto dedicato alla Madonna del Rosario eretto a Rovigo nel XX secolo e sito sul crocevia che unisce via Nazario Sauro e via Gorizia (in precedenza chiamate Strada delle Fosse), via Piave, via Fiume e via Domenico Piva.
Appartenente alla parrocchia Cuore Immacolato di Maria e Sant'Ilario, vescovo e dottore della Chiesa (detta Commenda) vi si svolgono riti religiosi della Chiesa cattolica.
Pur non possedendo opere artistiche pregevoli, la sua collocazione e la sua architettura ne fanno una delle mete, oltre che dei devoti, anche della curiosità dei turisti.

## Storia

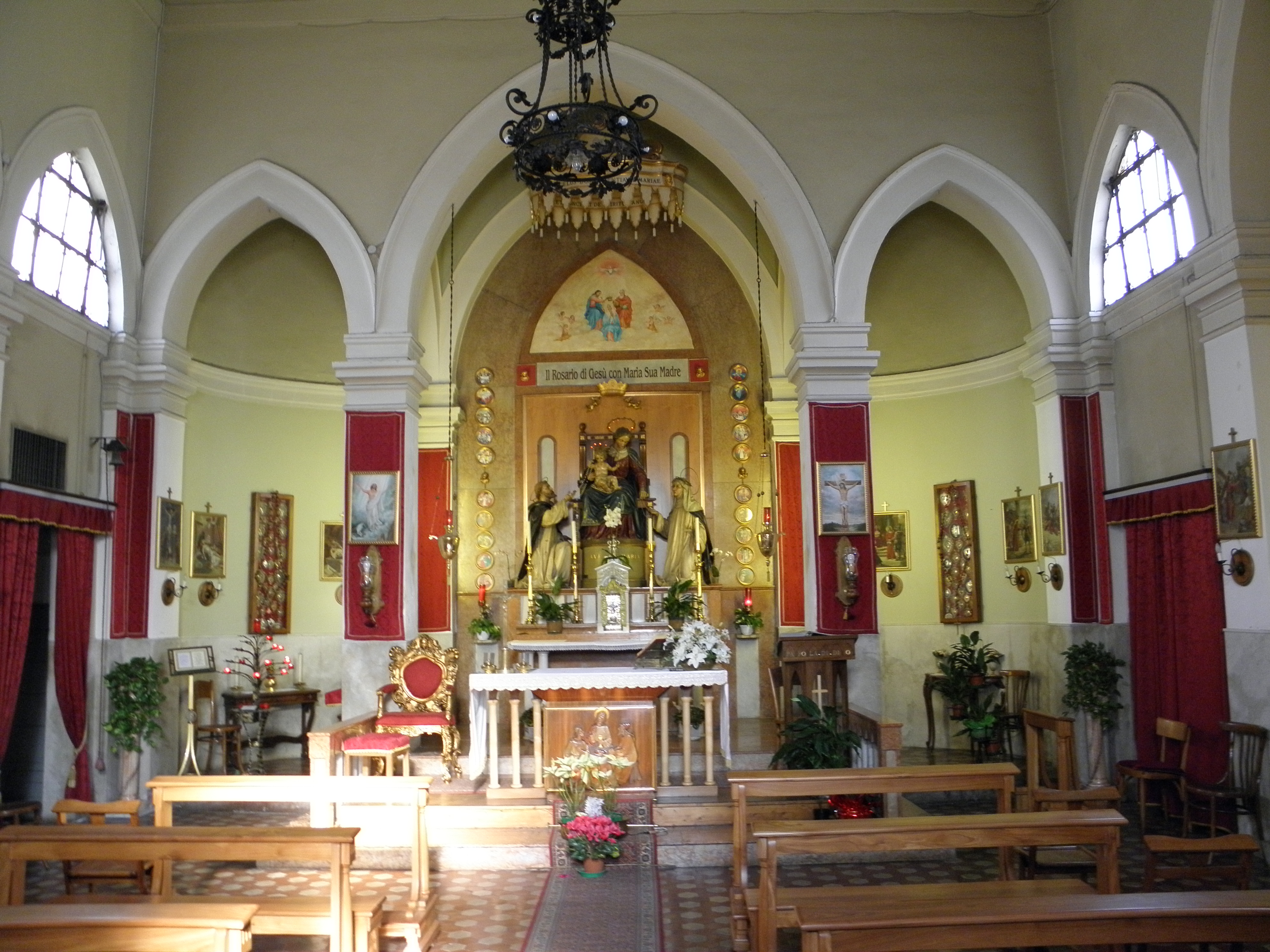
Il presbiterio

Alla fine del XIX secolo don Tommaso Angiari, l'allora cappellano della chiesa dei Santi Francesco e Giustina, promosse la realizzazione di un nuovo edificio religioso per sostenere l'esigenza dei parrocchiani di usufruire di un nuovo luogo sacro per la devozione popolare alla Madonna. Per il disegno venne contattato Eugenio Piva, uno dei più illustri progettisti edili rodigini dell'epoca, noto per aver condotto interventi di ristrutturazione urbanistica in città e per le sue opere di ingegneria idraulica basati sulla sua esperienza come impiegato presso la locale sede del Genio Civile. L'ingegner Piva realizzò il progetto di una piccola chiesa a pianta mistilinea ispirata allo stile medioevale e che ne riproponeva, pur nelle modeste dimensioni, lo slancio verso l'asse verticale.
Negli anni successivi don Angiari riuscì a raccogliere i fondi necessari per avviare la costruzione dell'edificio, che venne posto a nord-ovest rispetto alla cinta muraria cittadina e del terrapieno che la costeggiava, citato come via del Terraglio, ora scomparso e sostituito dall'odierno viale Trieste. La zona era caratterizzata dalla presenza di valli che negli anni precedenti erano state bonificate ma che nella popolazione erano identificate come "le fosse" per essere rimaste per lungo tempo stagnanti e maleodoranti, toponimo ricordato nella lunga via che correva parallela al terraglio fino alla caserma Silvestri, la Strada delle Fosse.
I lavori della sua costruzione vennero avviati nel 1900 e proseguirono fino al 1903, anno in cui venne benedetta da monsignor Antonio Polin, l'allora vescovo della Diocesi di Adria.
Pur essendo stata risparmiata dall'alluvione che nel novembre del 1951 interessò gran parte del territorio polesano, le intemperie succedutesi durante un secolo dalla sua costruzione suggerirono l'avvio di un restauro conservativo all'inizio degli anni duemila dove venne posta sulla facciata, precedentemente spoglia, un altorilievo rappresentante la Madonna del Cammino, patrona dei bersaglieri, opera dello scultore cesenate Leonardo Lucchi.